# Otniel
Othniel Ben Kenaz (hebr.  עתניאל, Otniʼel, Lew Boży) – pierwszy Sędzia biblijny.
Pochodził z pokolenia Judy.
Pokonał Kuszan-Riszeataima, króla Aramu, uwalniając tym samym Izrael z trwającej osiem lat niewoli. Zdobył także miasto Debir należące do Kananejczyków, za co otrzymał od Kaleba jego córkę, Aksę za żonę.
Po tych wydarzeniach Otniel panował przez 40 lat pokoju. Po jego śmierci lud Izraela znów odstąpił od Boga Jahwe i został pokonany przez Eglona, króla Moabu.
Wspominany jest w Biblii pięciokrotnie:
- Joz 15,16-20, oraz Sdz 1,12-15 - zdobycie Debiru i małżeństwo z Aksą,
- Sdz 3,7-11 – zwycięstwo nad Kuszan-Riszeataimem i 40 lat pokoju,
- 1 Krn 4,1-13 – genealogia Otniela,
- 1 Krn 27,15 – wspominany jako przodek Cheldaja z Netofy.